# پنجاهمین اجلاس گروه هفت
پنجاهمین اجلاس گروه هفت (انگلیسی: 50th G7 summit) از ۱۳ تا ۱۵ ژوئن ۲۰۲۴ در شهر فاسانو در پولیا، ایتالیا برگزار شد.
جورجا ملونی، نخست‌وزیر ایتالیا در نوامبر ۲۰۲۳ اعلام کرد که فاسانو مقر برگزاری اجلاس سالانه گروه هفت خواهد بود.

## پیش زمینه
در ۷ فوریه ۲۰۲۴، جلسه وزیران تجارت گروه هفت از طریق ویدئو کنفرانس برگزار شد. در پایان این جلسه، بیانیه مشترکی صادر شد و در آن بر تعهد دولت‌های عضو گروه هفت به اصلاح ساختار سازمان تجارت جهانی و رسیدگی به چالش‌های تجارت جهانی تأکید شد.
در ۱۷ فوریه، وزرای خارجه کشورهای عضو گروه هفت به‌طور غیررسمی در مونیخ و در حاشیه کنفرانس امنیتی مونیخ با یکدیگر ملاقات کردند. وزیر امور خارجه ایتالیا، آنتونیو تاجانی به‌عنوان رئیس جلسه بیانیه‌ای منتشر کرد. وزرای خارجه کشورهای عضو گروه هفت در این بیانیه بر «حمایت تزلزل ناپذیر» خود از حاکمیت اوکراین تأکید کردند و خواستار توضیح در مورد مرگ آلکسی ناوالنی شدند. آنها همچنین به درگیری‌های منطقه‌ای در خاورمیانه و دریای سرخ اشاره و حملات تروریستی مرتبط را محکوم کردند. آنها همچنین و نگرانی‌های خود را دربارهٔ برنامه هسته‌ای ایران ابراز کردند.
در ۲۴ فوریه و در دومین سالگرد تهاجم روسیه به اوکراین، نشست ویدئو کنفرانسی رهبران گروه هفت برگزار شد. جورجا ملونی، رئیس جلسه، به همراه جاستین ترودو، نخست‌وزیر کانادا و رئیس کمیسیون اروپا، اورسولا فون در لاین به کی‌یف سفر کردند و همراه با ولودیمیر زلنسکی، رئیس‌جمهور اوکراین در این نشست مجازی حضور داشتند.

## شرکت کنندگان
تمامی کشورهای عضو گروه هفت از جمله نمایندگان اتحادیه اروپا در این اجلاس شرکت کردند. رئیس کمیسیون اروپا از سال ۱۹۸۱ به‌طور دائم در تمامی جلسات این گروه شرکت می‌کند.
راهبرد اصلی ایتالیا همزمان با این دوره از ریاست بر گروه هفت، افزایش همکاری‌های استراتژیک با کشورهای آفریقایی است.
در این اجلاس، برای اولین بار از یک پاپ برای شرکت در اجلاس گروه هفت دعوت شد.
| کشور                      | نماینده                     | عنوان        |
| ------------------------- | --------------------------- | ------------ |
| کانادا                    | جاستین ترودو                | نخست‌وزیر     |
| فرانسه                    | امانوئل مکرون               | رئیس‌جمهور    |
| آلمان                     | اولاف شولتس                 | صدراعظم      |
| ایتالیا (میزبان)          | جورجا ملونی                 | نخست‌وزیر     |
| ژاپن                      | فومیو کیشیدا                | نخست‌وزیر     |
| بریتانیا                  | ریشی سوناک                  | نخست‌وزیر     |
| ایالات متحده آمریکا       | جو بایدن                    | رئیس‌جمهور    |
| اتحادیه اروپا             | اورسولا فون در لاین         | رئیس کمیسیون |
| اتحادیه اروپا             | شارل میشل                   | رئیس شورا    |
| میهمانان                  |                             |              |
| کشور                      | نماینده                     | عنوان        |
| الجزایر                   | عبدالمجید تبون              | رئیس‌جمهور    |
| آرژانتین                  | خاویر میلئی                 | رئیس‌جمهور    |
| برزیل                     | لوئیس ایناسیو لولا دا سیلوا | رئیس‌جمهور    |
| هند                       | نارندرا مودی                | نخست‌وزیر     |
| اردن                      | عبدالله دوم                 | پادشاه       |
| کنیا                      | ویلیام روتو                 | رئیس‌جمهور    |
| موریتانی · اتحادیه آفریقا | محمد ولد غزوانی             | رئیس         |
| تونس                      | قیس سعید                    | رئیس‌جمهور    |
| ترکیه                     | رجب طیب اردوغان             | رئیس‌جمهور    |
| امارات متحده عربی         | محمد بن زاید آل نهیان       | رئیس         |
| اوکراین                   | ولودیمیر زلنسکی             | رئیس‌جمهور    |
| واتیکان                   | پاپ فرانسیس                 | پاپ          |

## گالری تصاویر

### رهبران گروه هفت

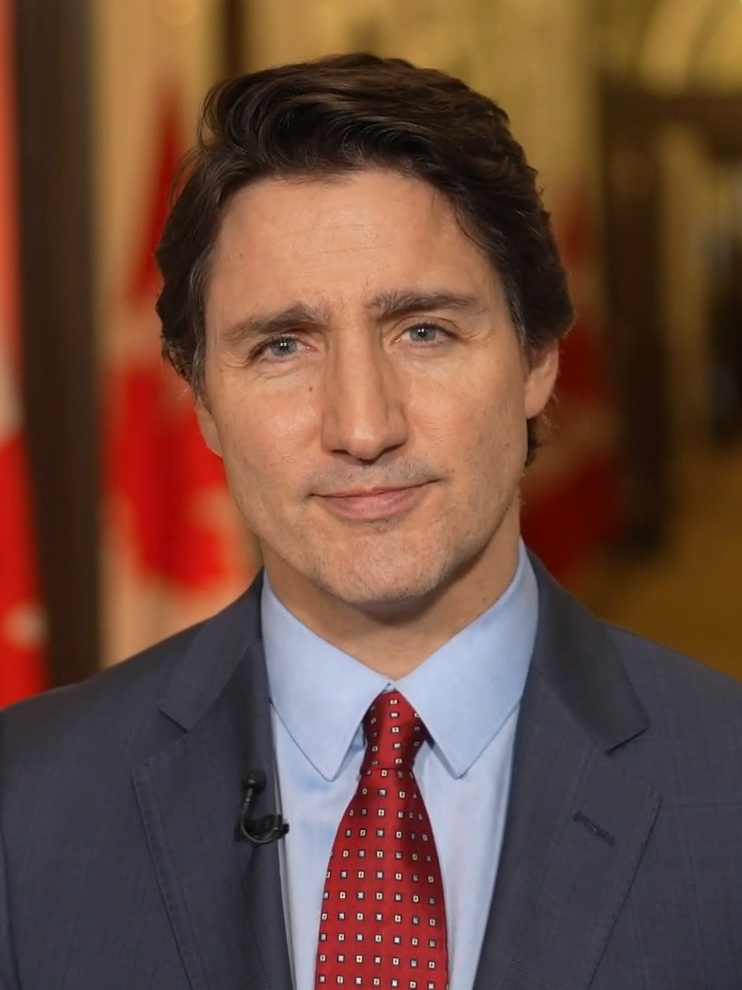
Canada جاستین ترودو، نخست‌وزیر
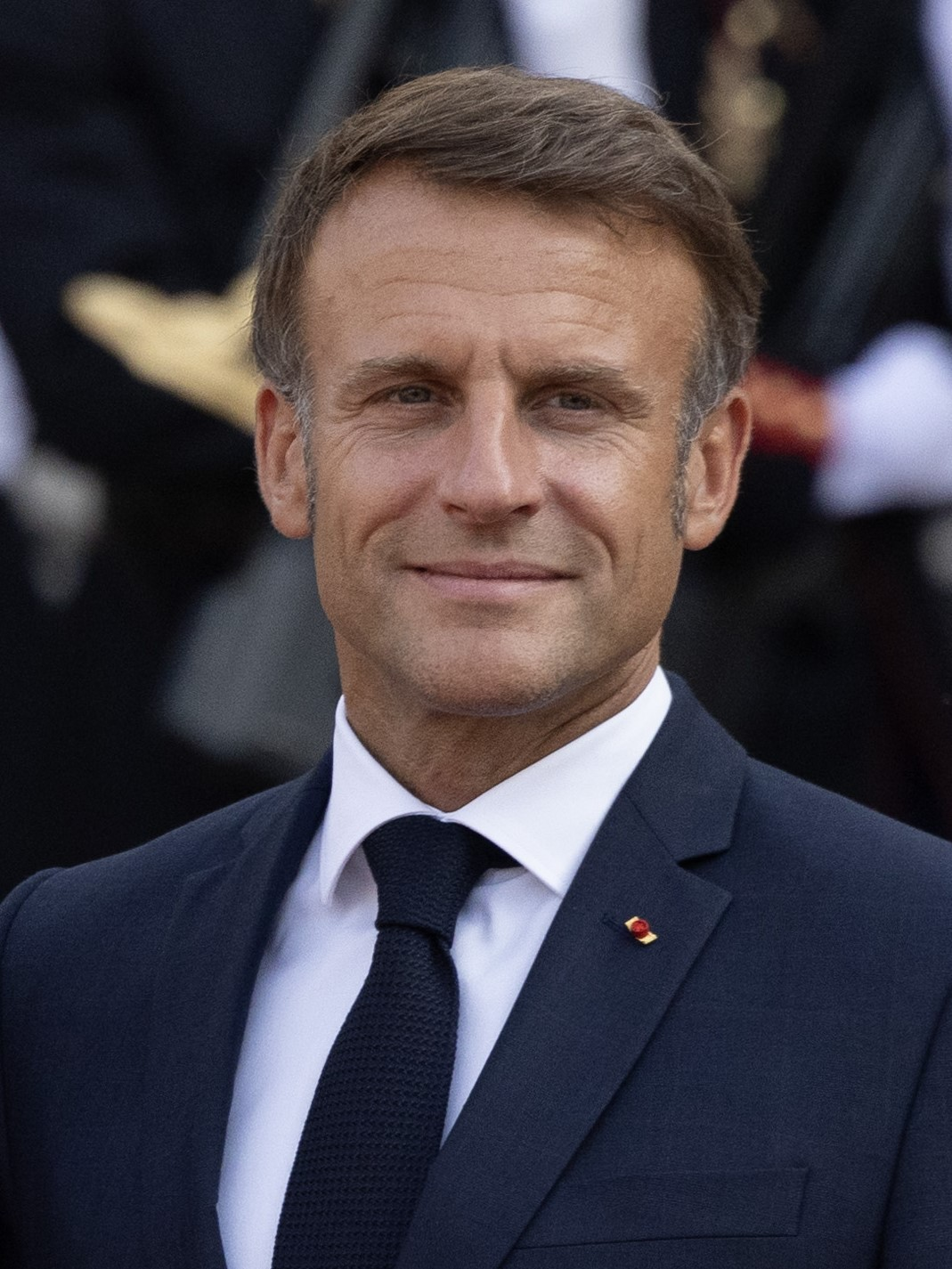
France امانوئل مکرون، رئیس‌جمهور
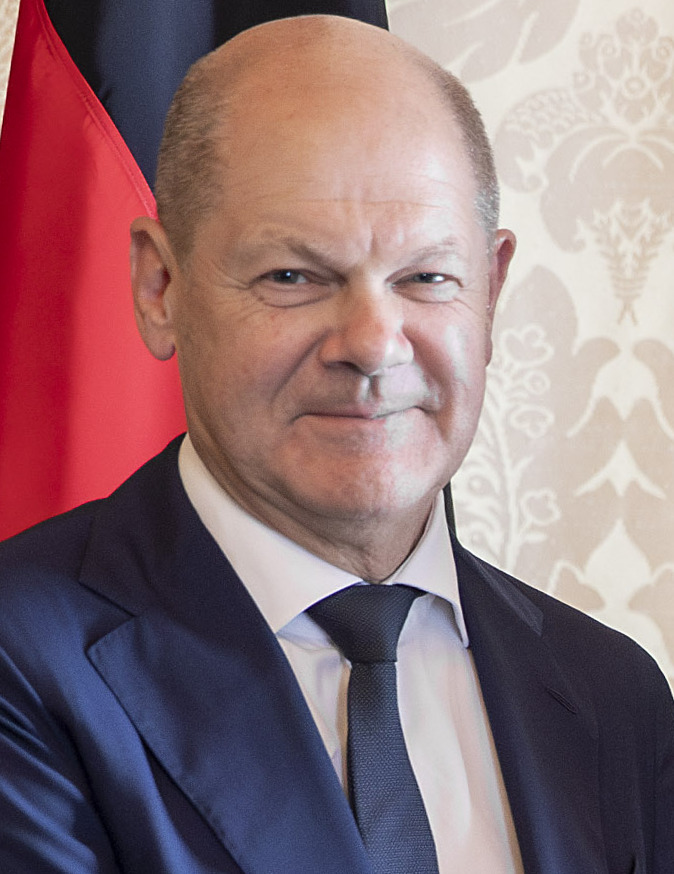
Germany اولاف شولتس، صدراعظم
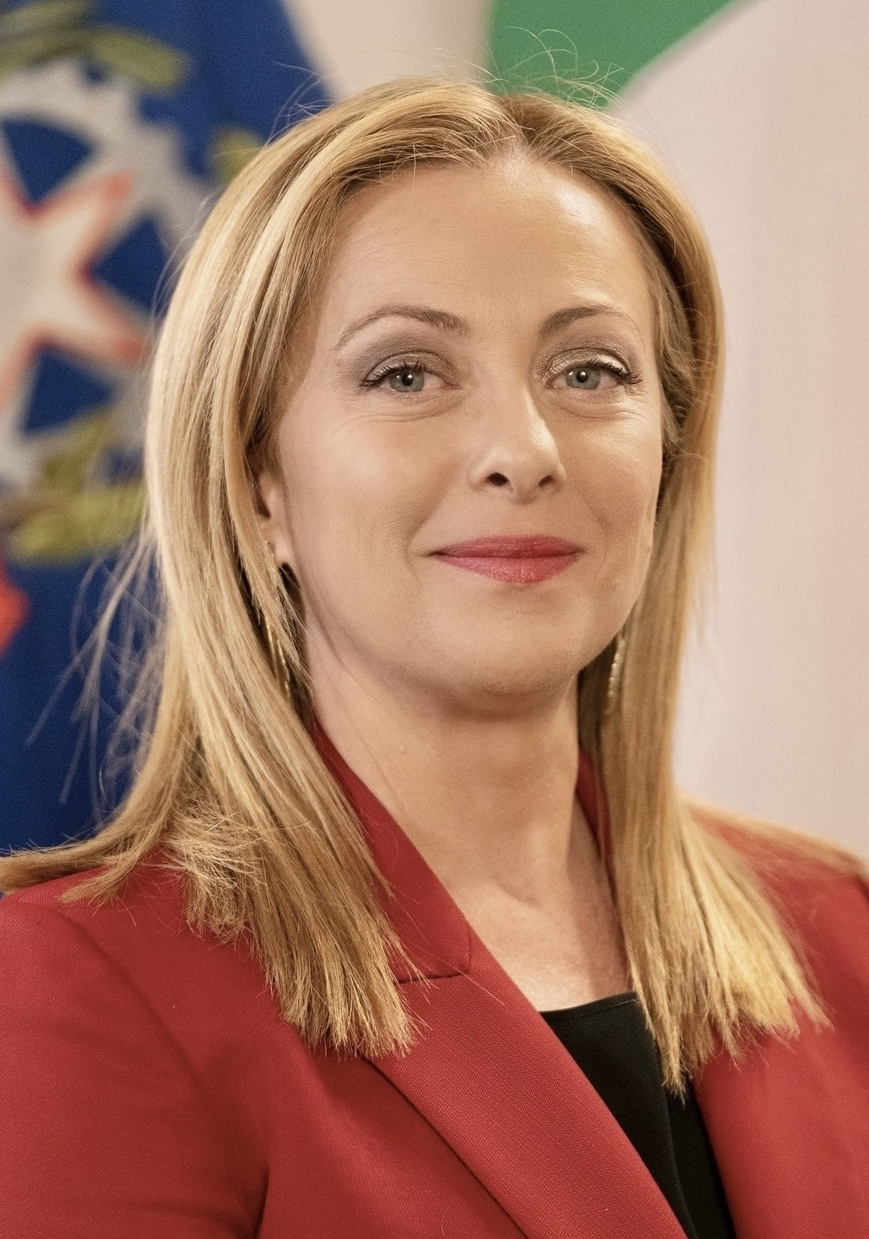
Italy جورجا ملونی، نخست‌وزیر (میزبان)
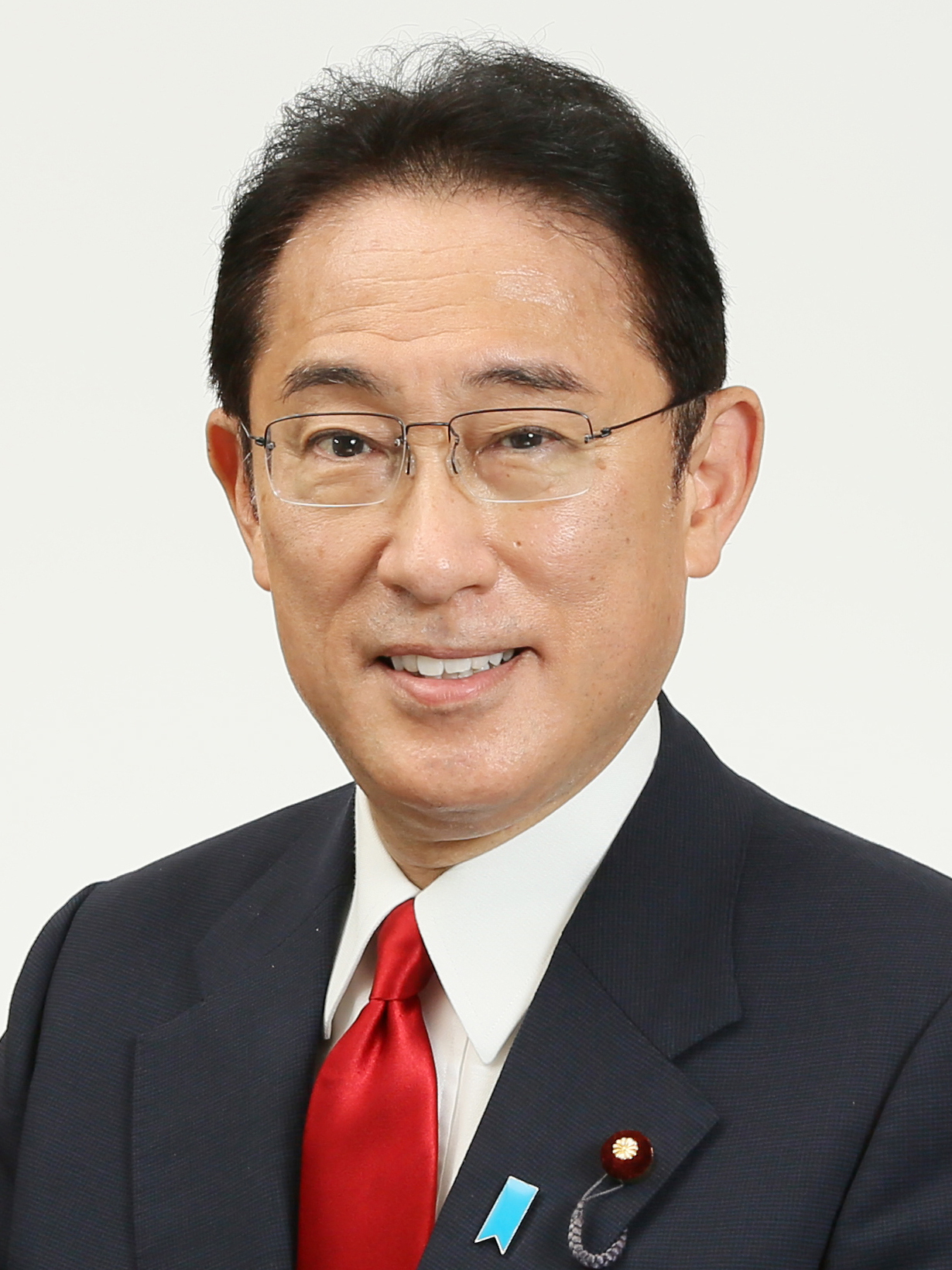
Japan فومیو کیشیدا، نخست‌وزیر
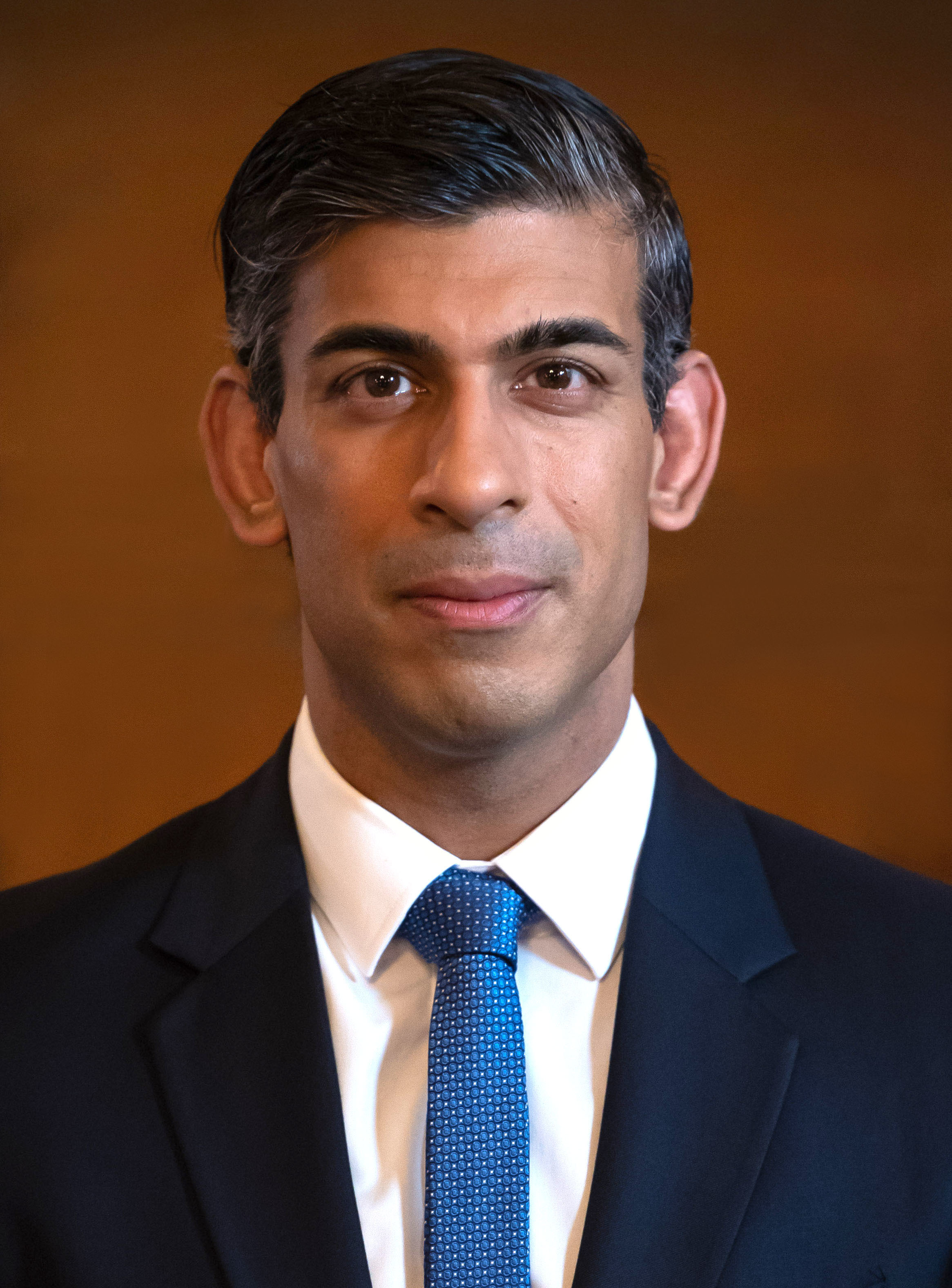
United Kingdom ریشی سوناک، نخست‌وزیر
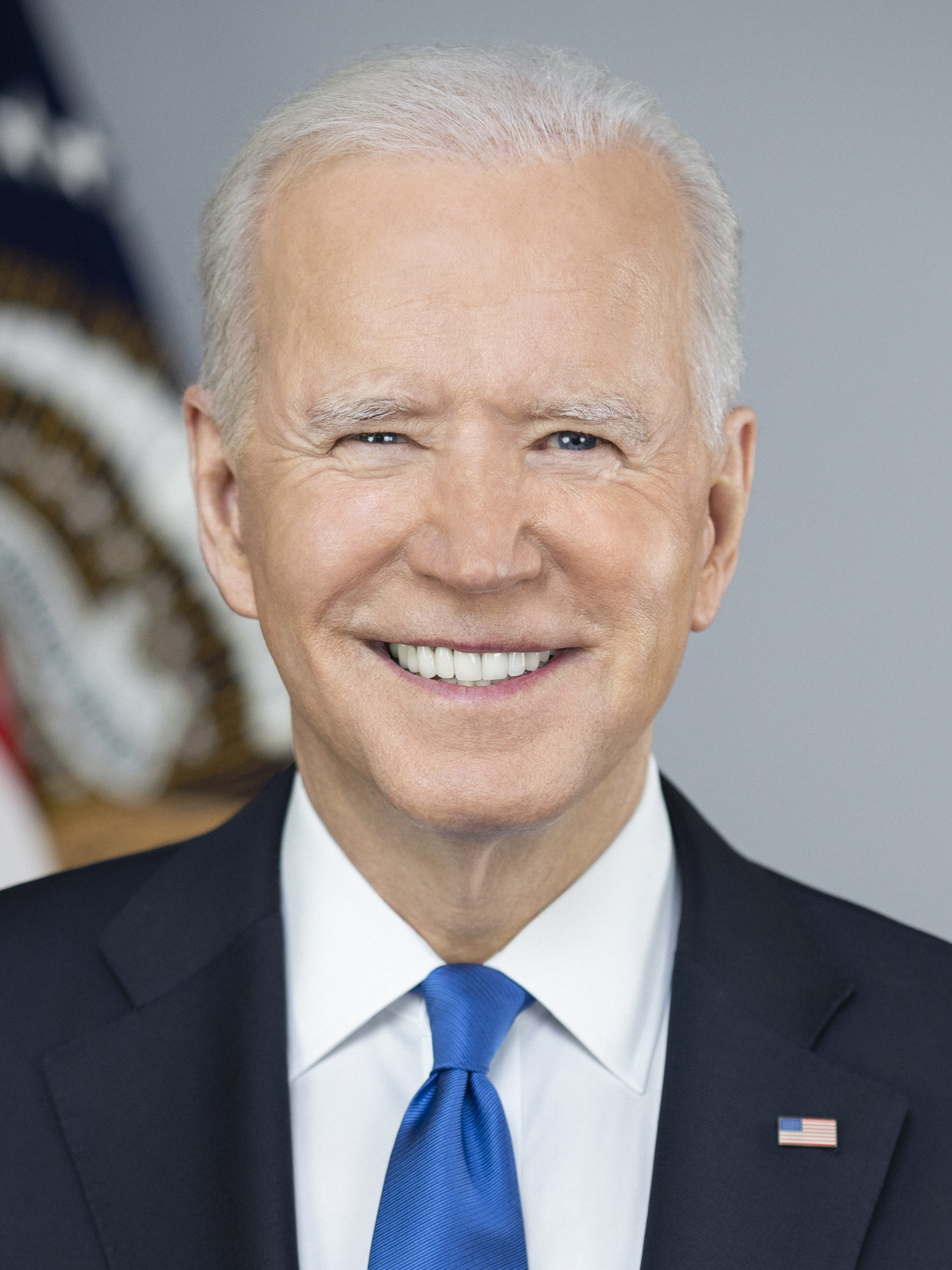
United States جو بایدن، رئیس‌جمهور

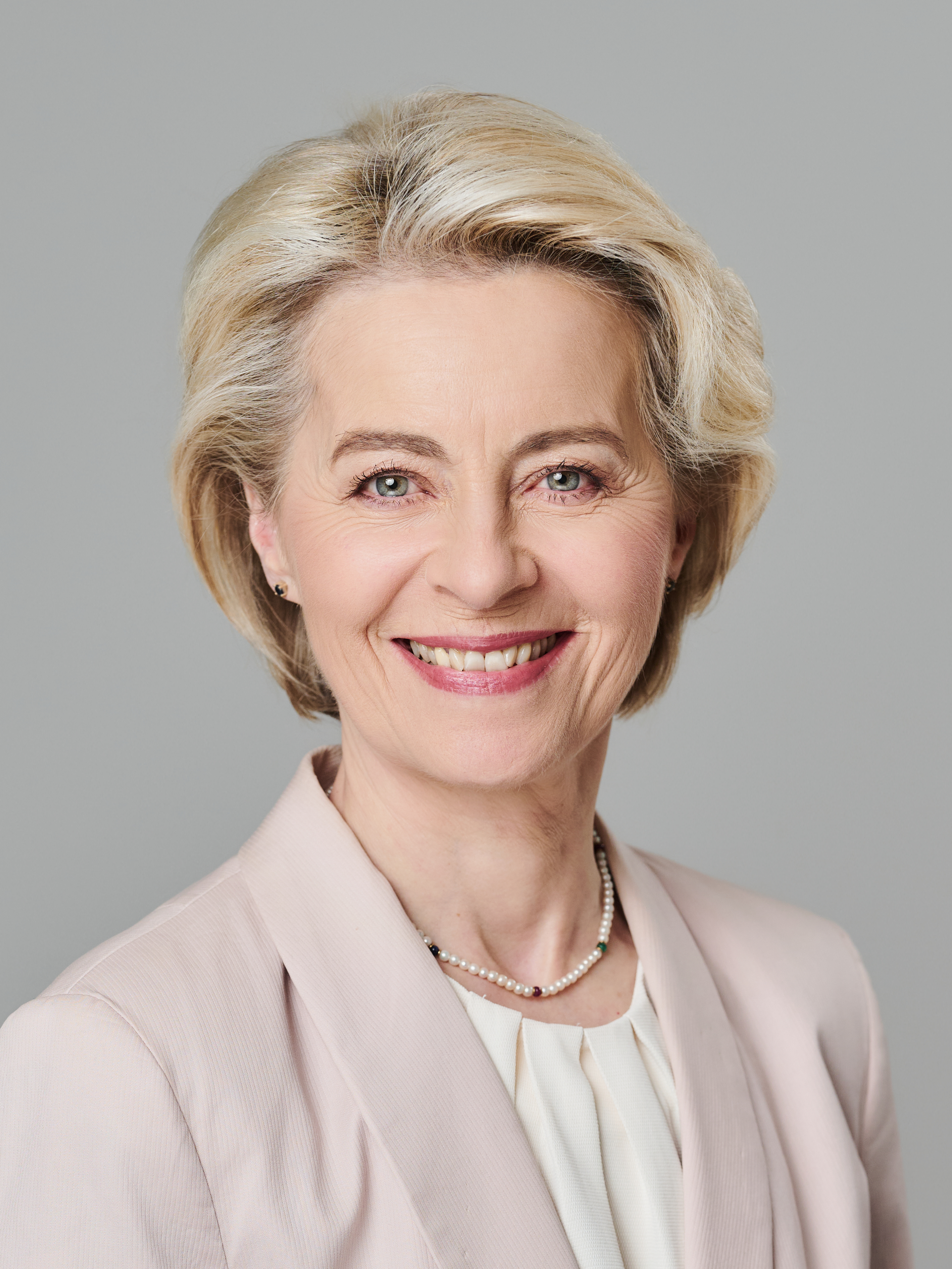
European Union اورسولا فون در لاین، رئیس کمیسیون اروپا
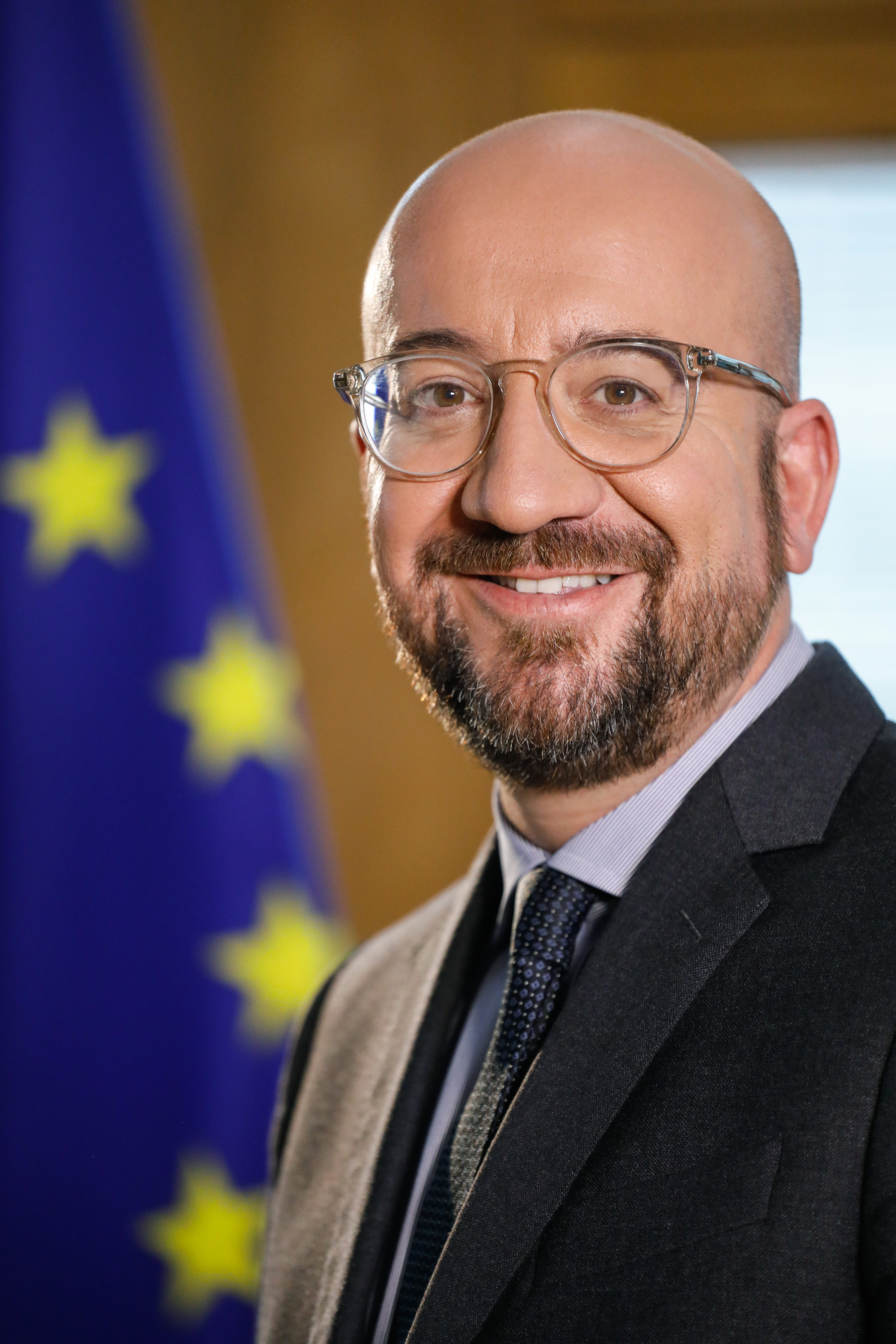
European Union شارل میشل، رئیس شورای اروپایی

- کانادا
جاستین ترودو،
نخست‌وزیر
- فرانسه
امانوئل مکرون،
رئیس‌جمهور
- آلمان
اولاف شولتس،
صدراعظم
- ایتالیا
جورجا ملونی، نخست‌وزیر (میزبان)
- ژاپن
فومیو کیشیدا، نخست‌وزیر
- بریتانیا
ریشی سوناک،
نخست‌وزیر
- ایالات متحده آمریکا
جو بایدن،
رئیس‌جمهور

- اتحادیه اروپا
اورسولا فون در لاین، رئیس کمیسیون اروپا
- اتحادیه اروپا
شارل میشل،
رئیس شورای اروپایی

### میهمانان

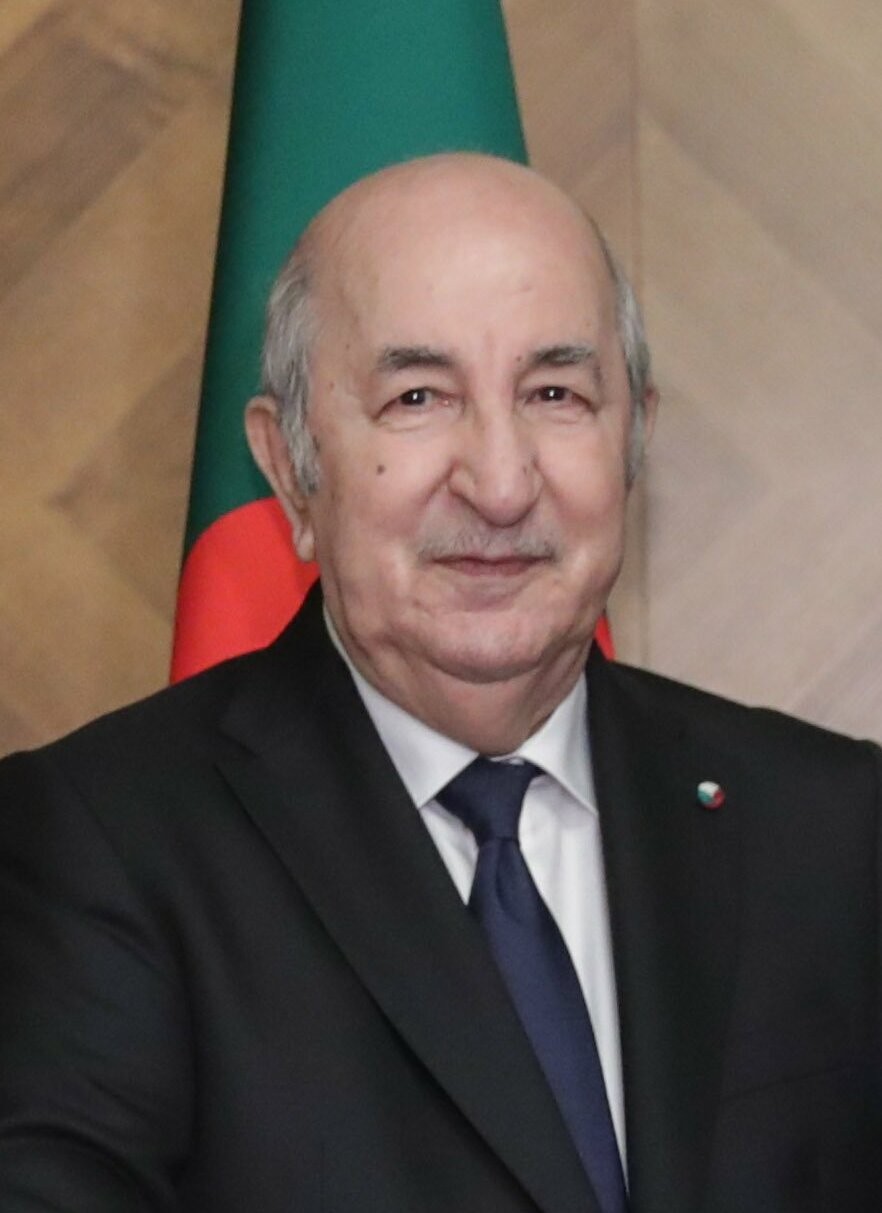
ALG عبدالمجید تبون، رئیس‌جمهور
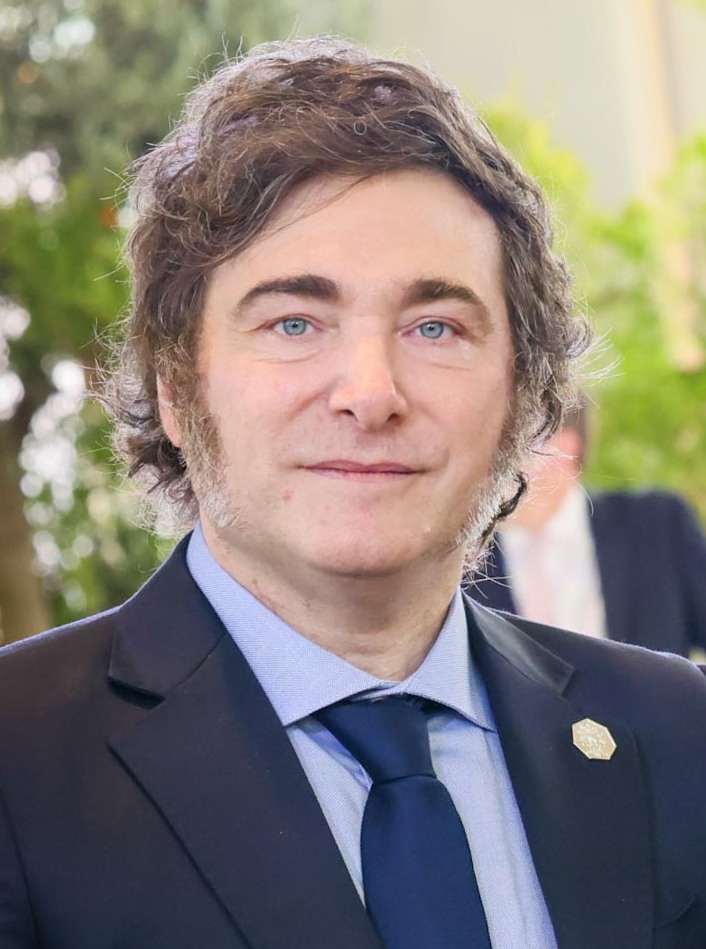
ARG خاویر میلئی، رئیس‌جمهور
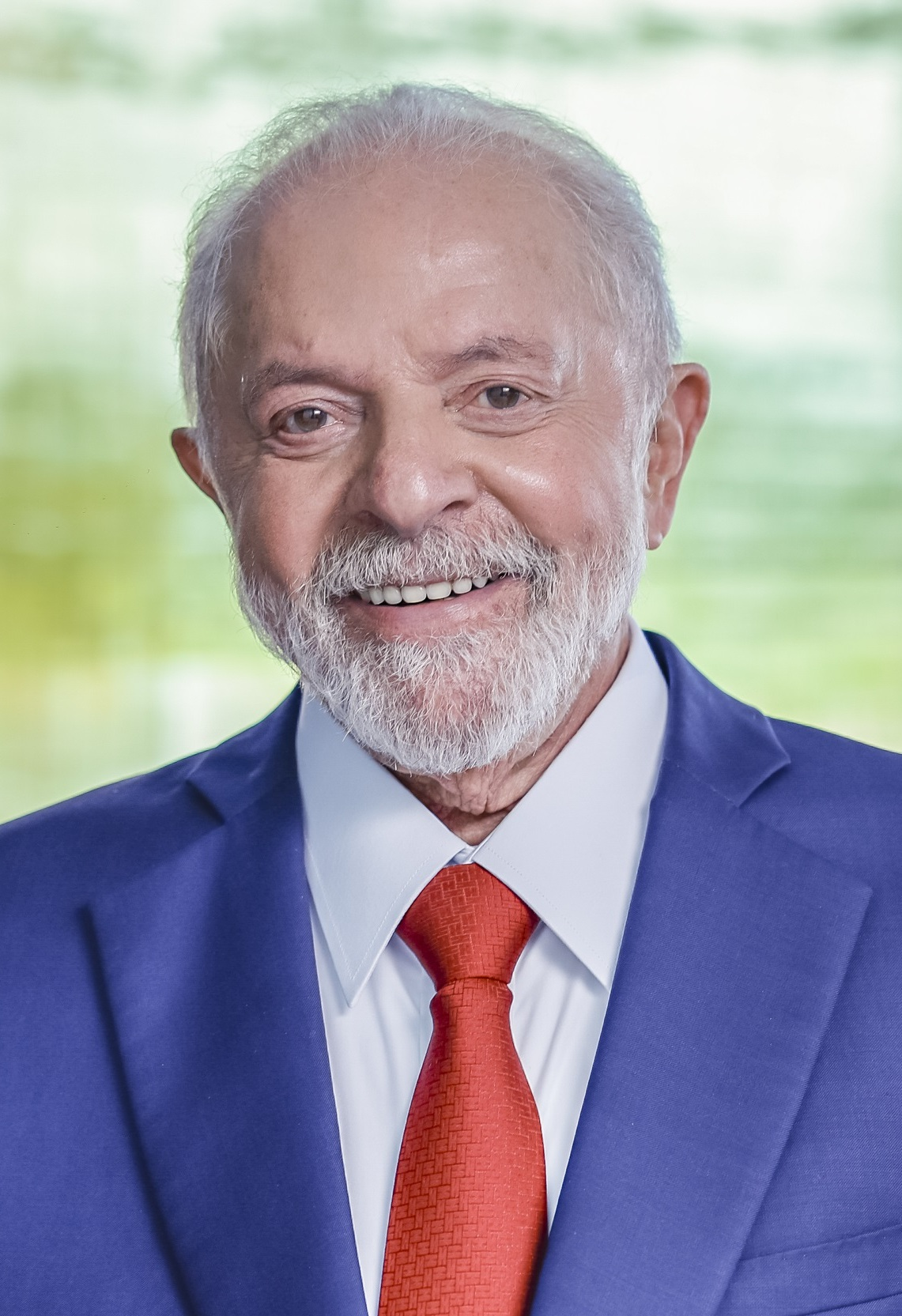
BRA لوئیس ایناسیو لولا دا سیلوا، رئیس‌جمهور
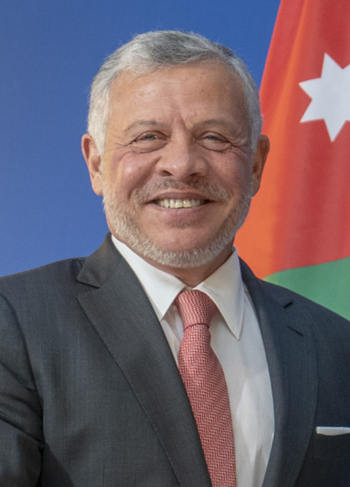
JOR عبدالله دوم، پادشاه
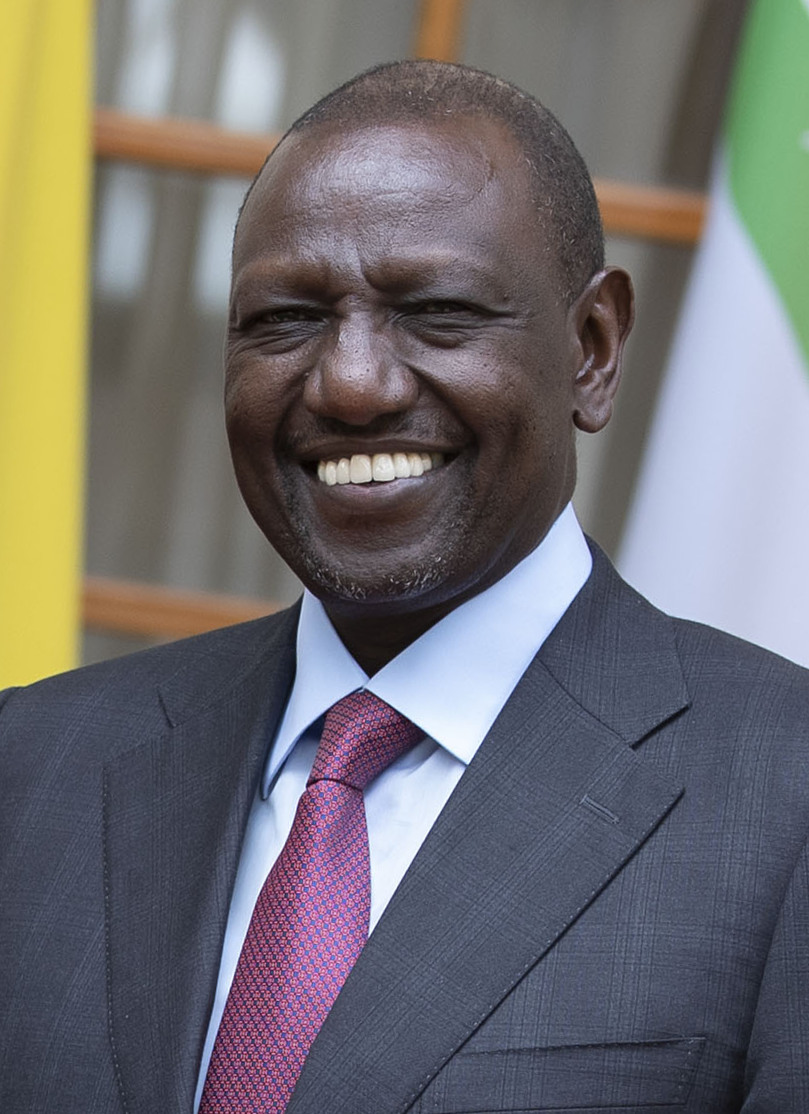
KEN ویلیام روتو، رئیس‌جمهور
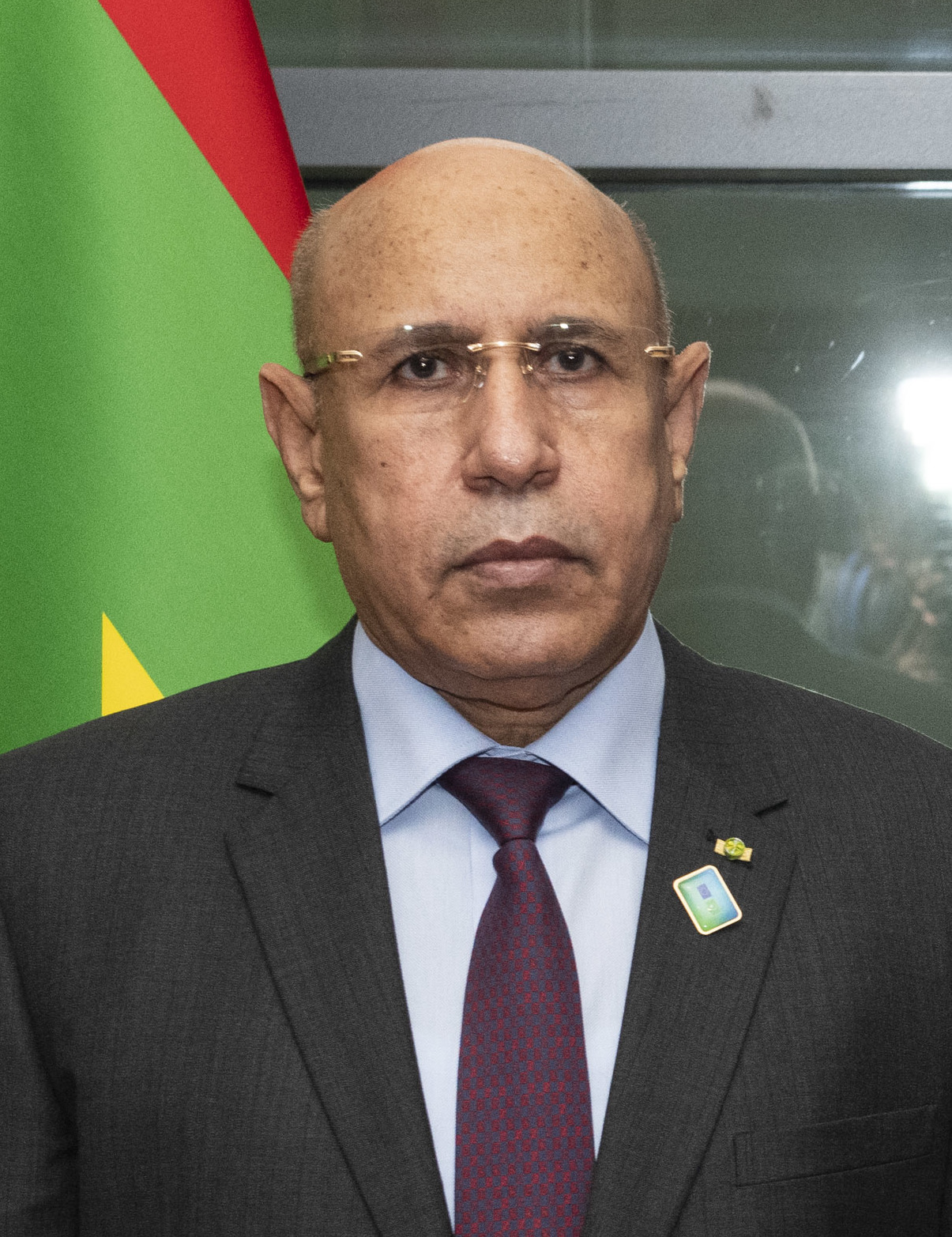
Mauritania به نمایندگی از African Union محمد ولد غزوانی، رئیس
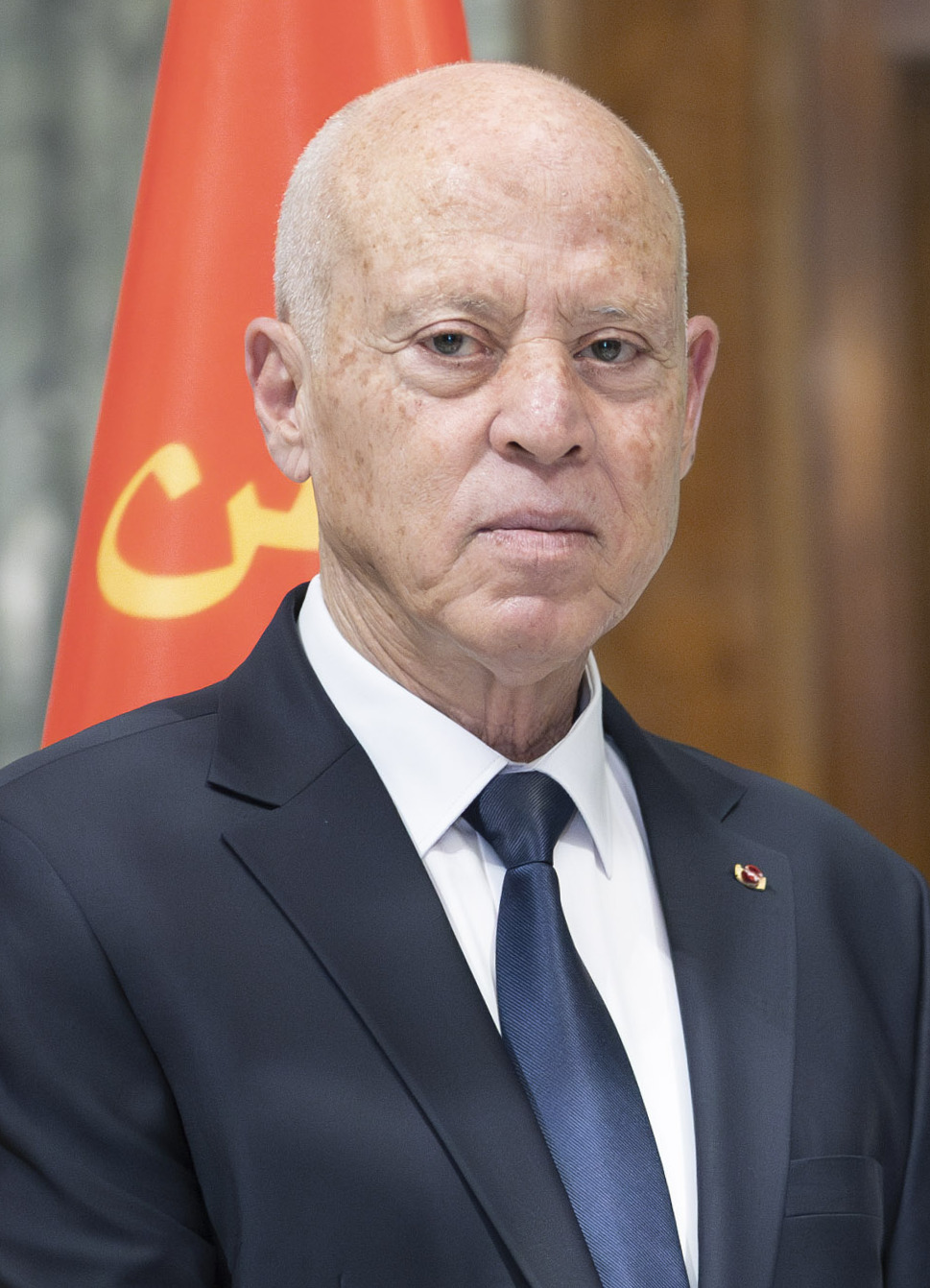
TUN قیس سعید، رئیس‌جمهور
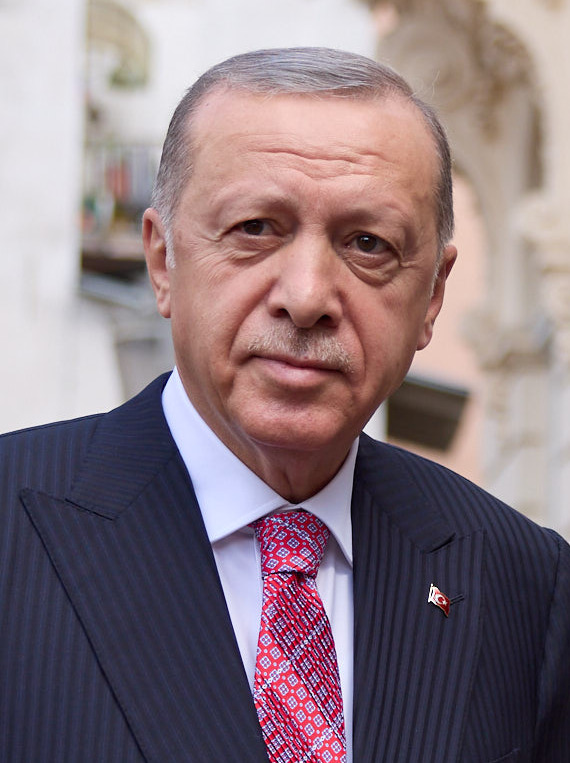
TUR رجب طیب اردوغان، رئیس‌جمهور
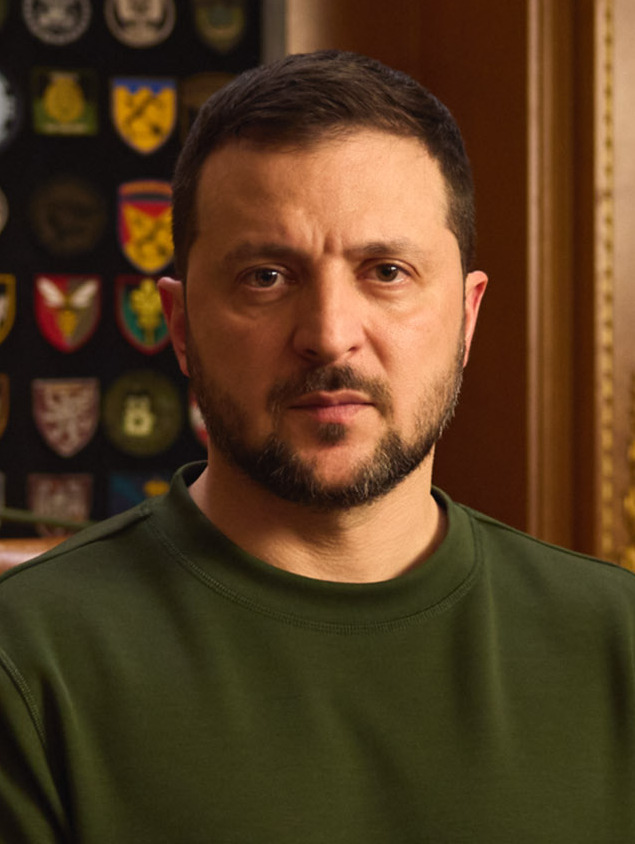
UKR ولودیمیر زلنسکی, رئیس‌جمهور
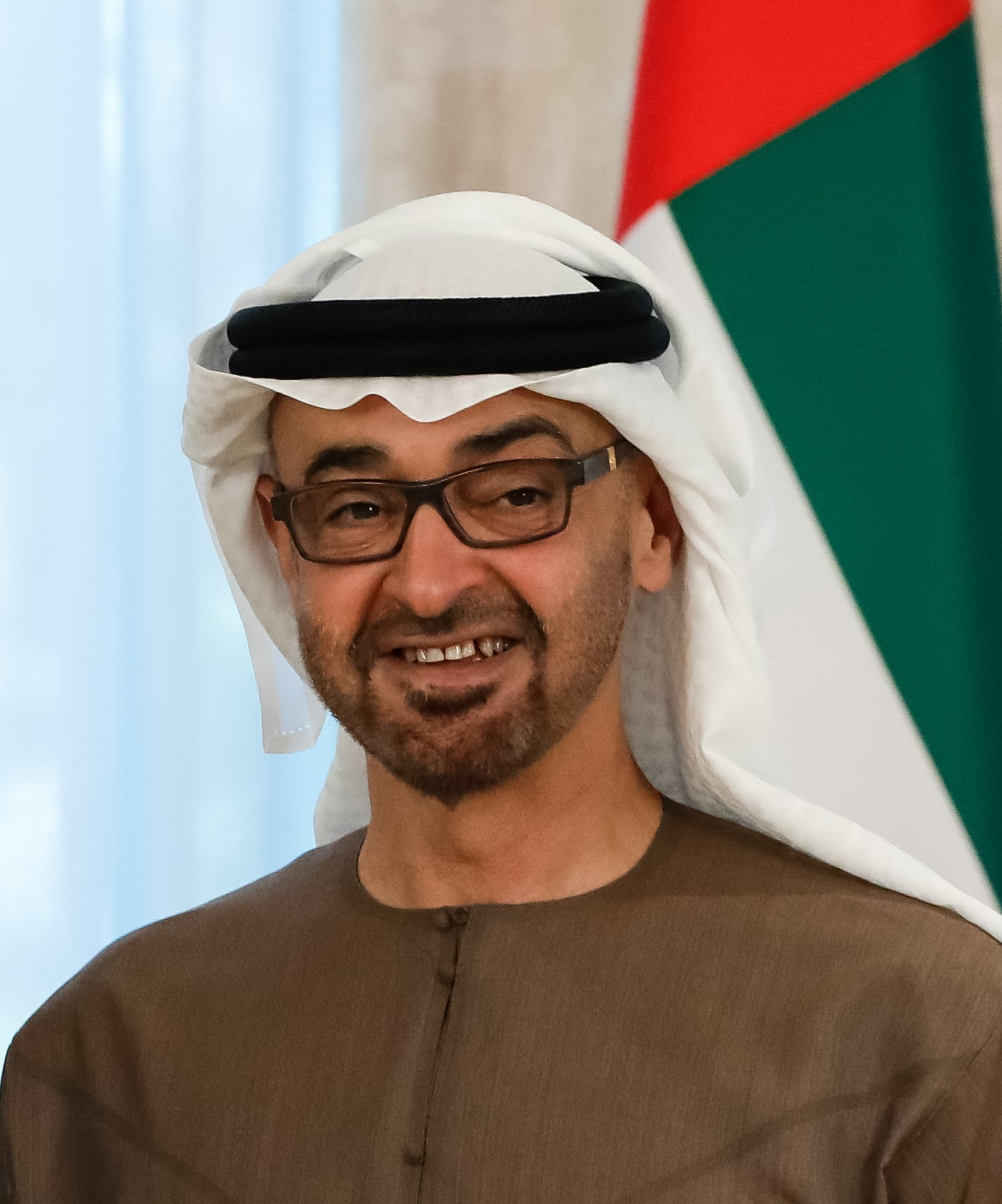
UAE محمد بن زاید آل نهیان، رئیس
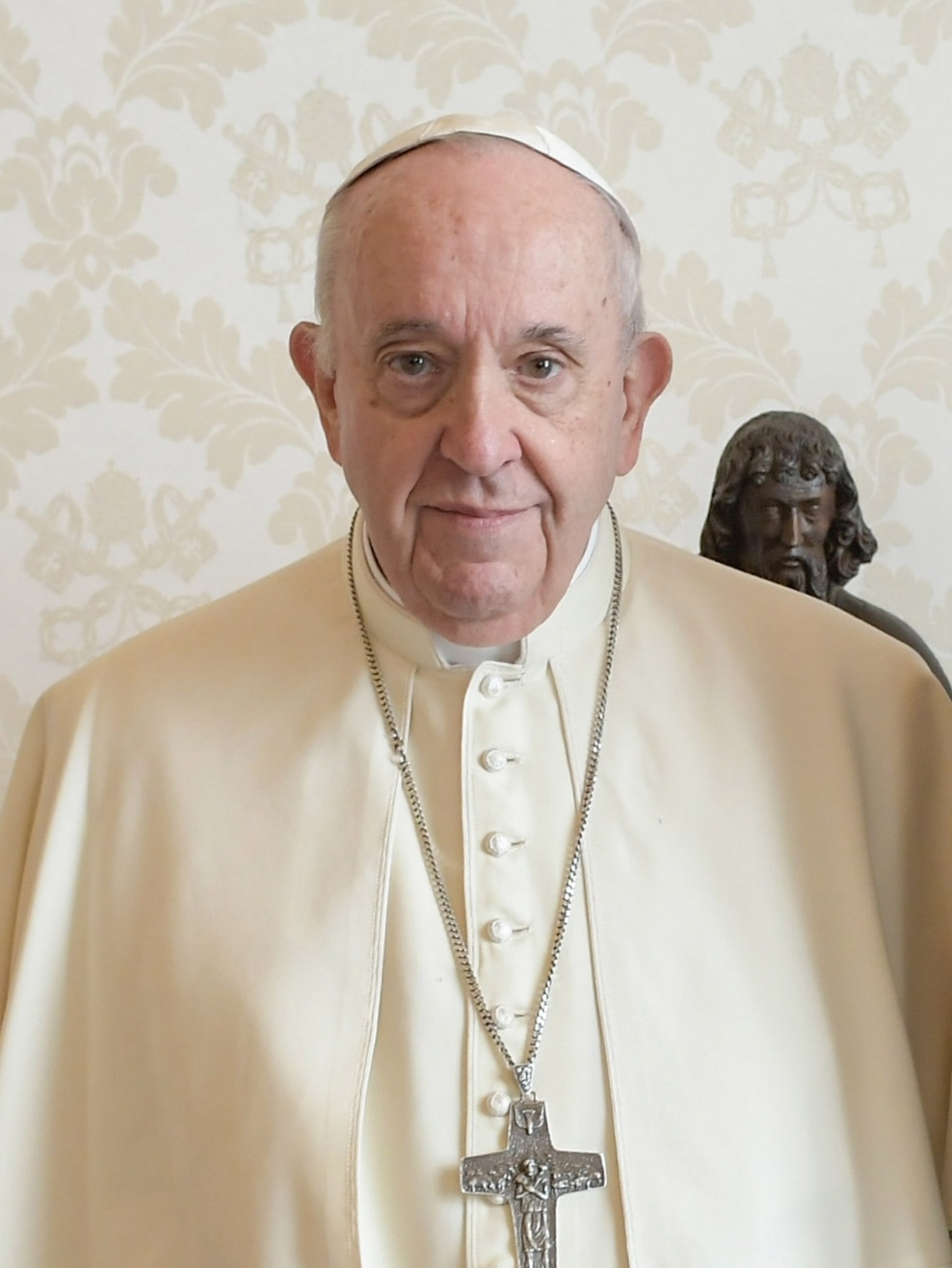
VAT پاپ فرانسیس

- الجزایر
عبدالمجید تبون، رئیس‌جمهور
- آرژانتین
خاویر میلئی، رئیس‌جمهور
- برزیل
لوئیس ایناسیو لولا دا سیلوا، رئیس‌جمهور
- اردن
عبدالله دوم، پادشاه
- کنیا
ویلیام روتو، رئیس‌جمهور
- موریتانی به نمایندگی از  اتحادیه آفریقا
محمد ولد غزوانی، رئیس
- تونس
قیس سعید، رئیس‌جمهور
- ترکیه
رجب طیب اردوغان، رئیس‌جمهور
- اوکراین
ولودیمیر زلنسکی, رئیس‌جمهور
- امارات متحده عربی
محمد بن زاید آل نهیان، رئیس
- واتیکان
پاپ فرانسیس

### رهبران سازمان‌های بین‌المللی

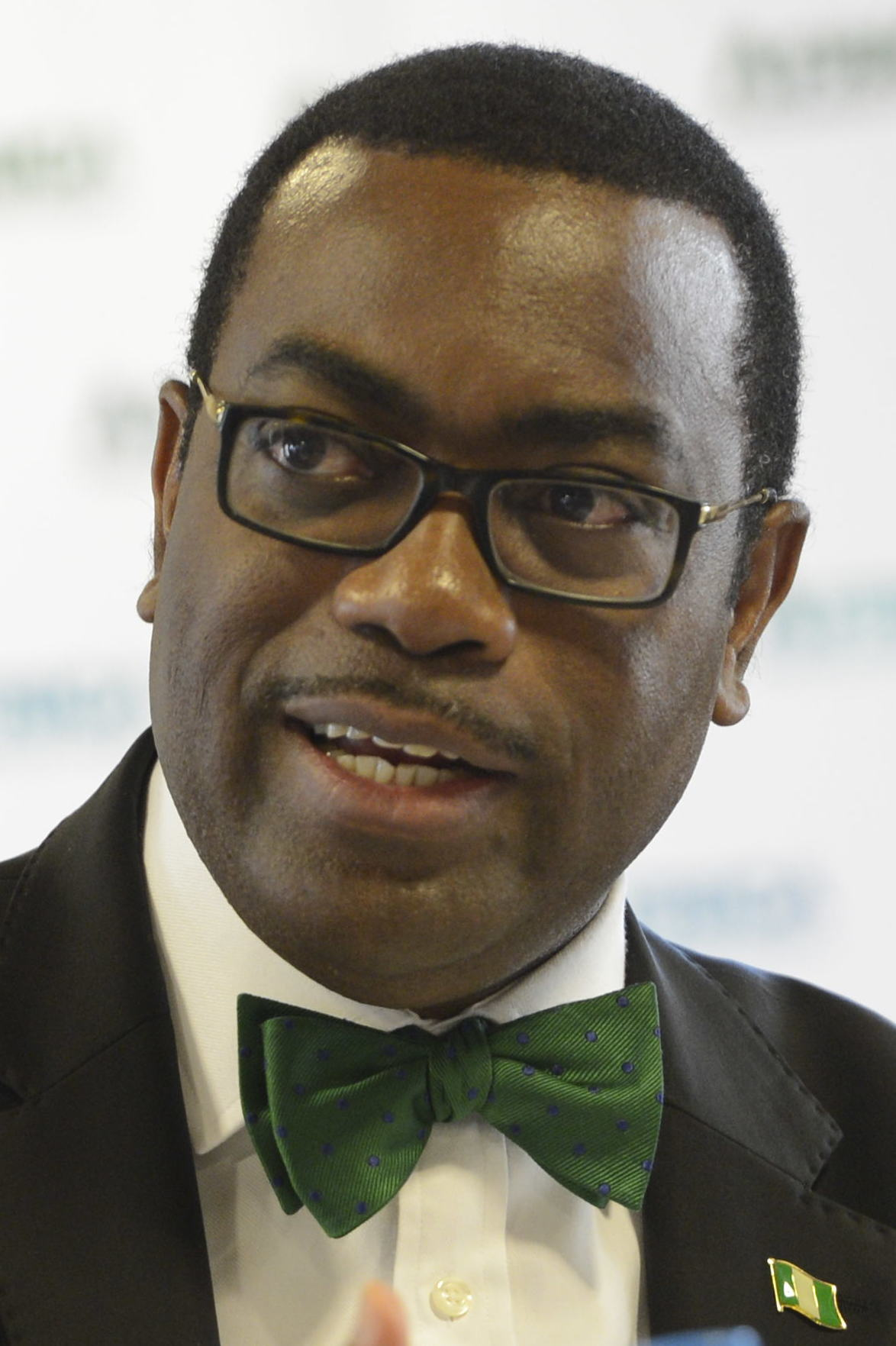
بانک توسعه آفریقا آکین‌وومی آدسینا، رئیس
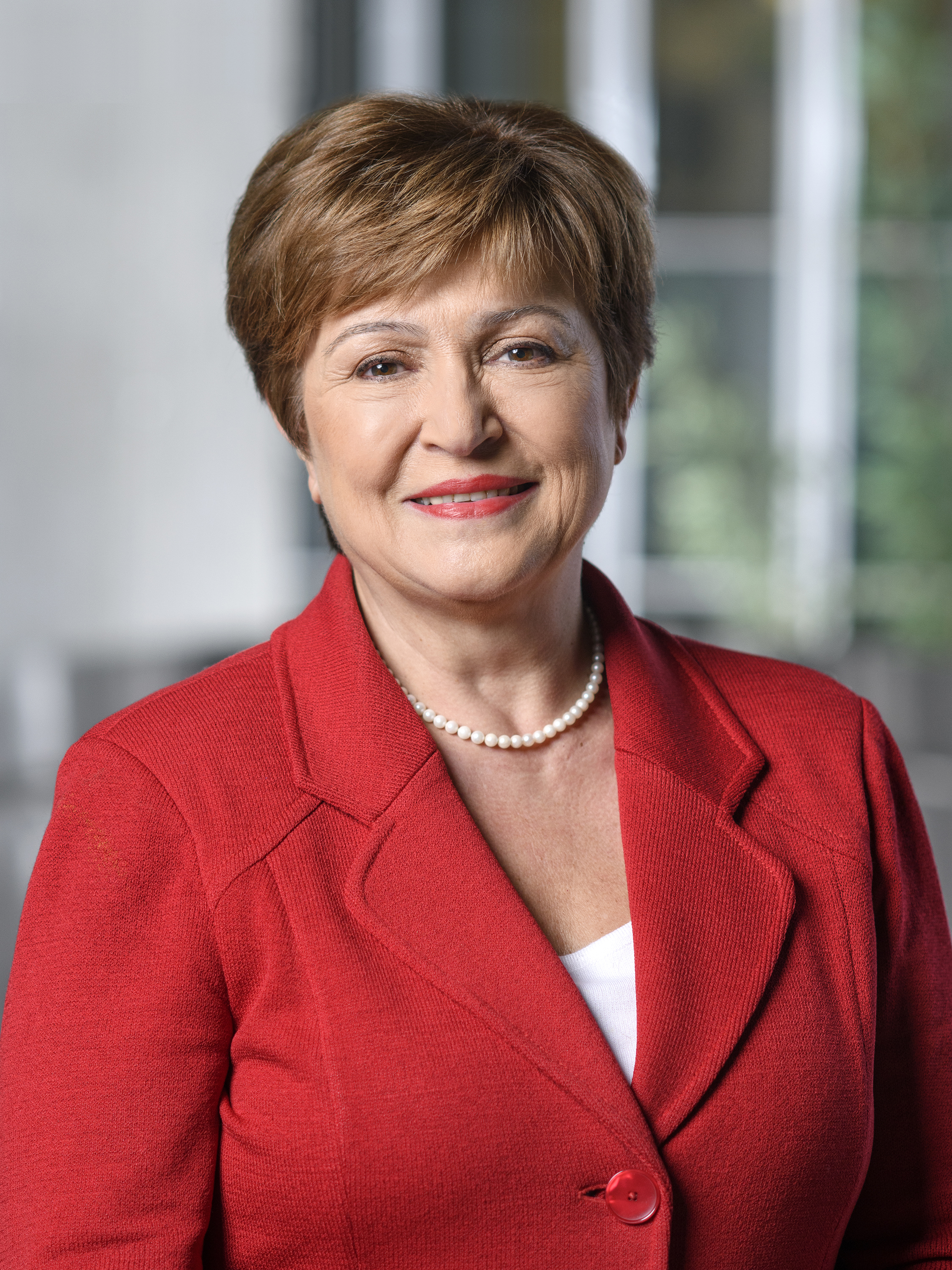
صندوق بین‌المللی پول کریستالینا جورجیوا، مدیر اجرایی
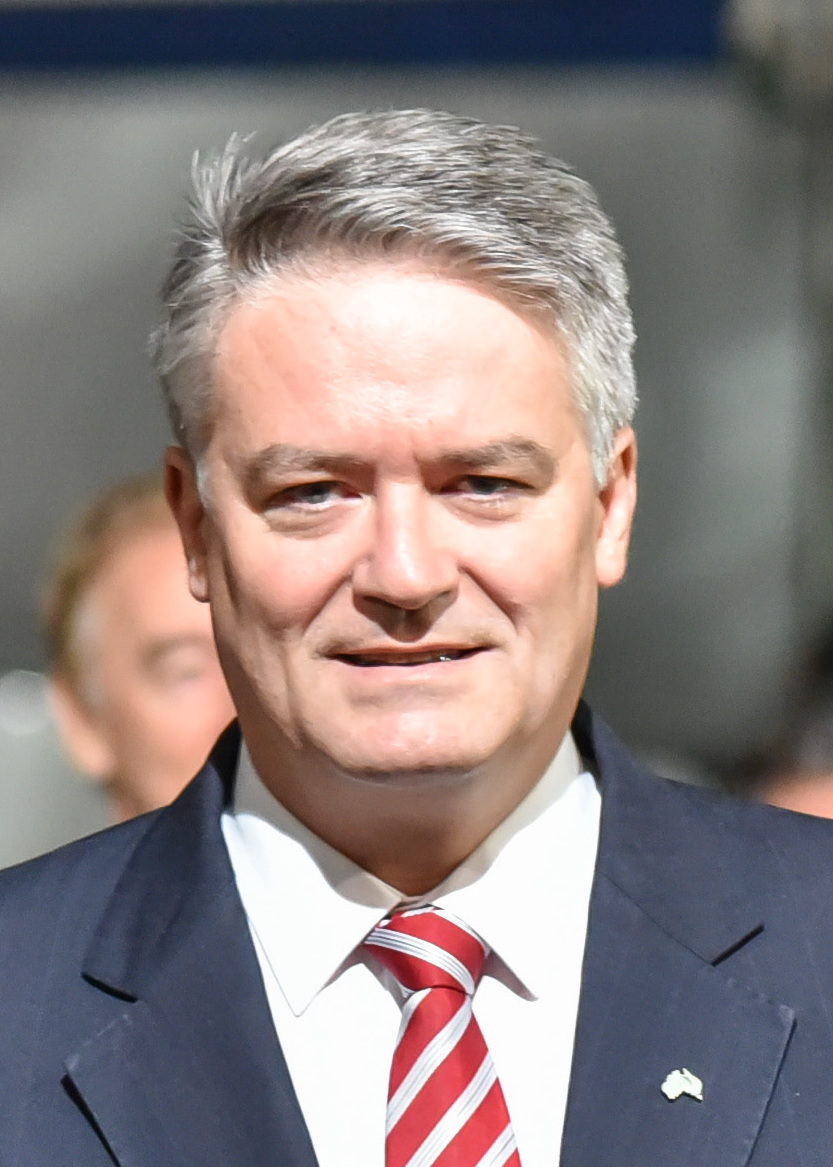
سازمان توسعه و همکاری اقتصادی ماتیاس کورمان، دبیرکل
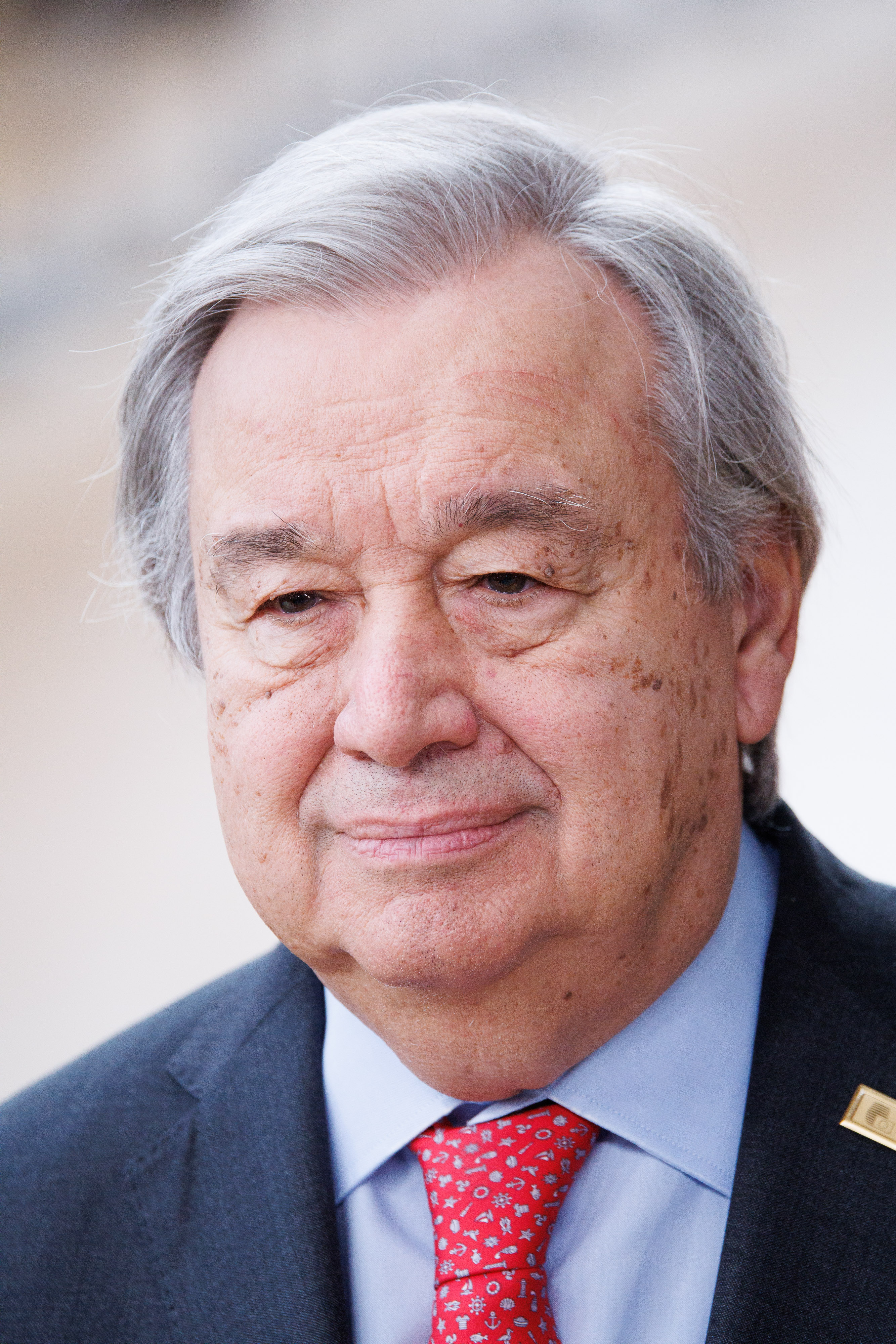
سازمان ملل متحد آنتونیو گوترش، دبیرکل
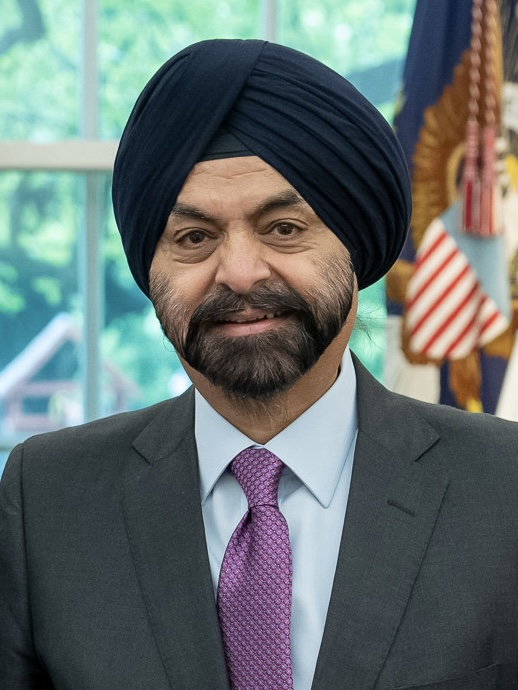
بانک جهانی
آجای بانگا، رئیس